# SMS Kaiser Karl der Grosse
SMS Kaiser Karl der Grosse là một thiết giáp hạm tiền-dreadnought thuộc lớp Kaiser Friedrich III được Hải quân Đế quốc Đức chế tạo vào giai đoạn cuối thế kỷ 19 bước sang thế kỷ 20. Kaiser Karl der Große được chế tạo tại xưởng tàu của hãng Blohm and Voss ở Hamburg. Nó được đặt lườn vào tháng 9 năm 1898 và hoàn tất vào tháng 2 năm 1902 với chi phí 20.385.000 Mác vàng. Con tàu được trang bị dàn pháo chính gồm bốn khẩu 24 xentimét (9,4 in) trên hai tháp pháo nòng đôi và đạt được tốc độ tối đa 17,5 hải lý trên giờ (32,4 km/h; 20,1 mph).
Kaiser Karl der Grosse đã phục vụ cùng với hạm đội cho đến năm 1910, lúc mà các thiết giáp hạm dreadnought mới bắt đầu được đưa ra hoạt động, khiến nó trở nên hoàn toàn lạc hậu, nên được cho ngừng hoạt động và đưa về lực lượng dự bị. Khi Chiến tranh Thế giới thứ nhất nổ ra vào tháng 8 năm 1914, nó cùng các tàu chị em được huy động trở lại để phục vụ như những hải phòng hạm, cho dù đến tháng 2 năm 1915 nó được đưa về lực lượng dự bị một lần nữa. Kaiser Karl der Grosse kết thúc quãng đời phục vụ như một tàu giữ tù binh tại Wilhelmshaven. Sau khi Đức đầu hàng vào tháng 11 năm 1918, con tàu bị bán để tháo dỡ vào năm 1920.

## Thiết kế và chế tạo
Kaiser Wilhelm II, Hoàng đế của Đế quốc Đức, tin rằng đất nước cần có một lực lượng hải quân mạnh mẽ để bành trướng ảnh hưởng ra bên ngoài lục địa Châu Âu. Vì vậy, ông khởi phát một chương trình xây dựng lực lượng hải quân vào cuối những năm 1880, và những chiếc thiết giáp hạm đầu tiên được chế tạo chính là bốn chiếc thuộc lớp Brandenburg. Chúng được tiếp nối bởi năm chiếc lớp Kaiser Friedrich III.
Các con tàu có chiều dài chung 125,3 m (411 ft), mạn thuyền rộng 20,4 m (67 ft), và độ sâu của mớn nước là 7,89 m (25,9 ft) ở phía trước và 8,25 m (27,1 ft) ở phía sau. Chúng được vận hành bởi ba động cơ hơi nước ba buồng bành trướng đặt dọc dẫn động ba trục chân vịt; hơi nước được cung cấp bởi hai nồi hơi Marine đơn và hai nồi hơi Marine kép cùng sáu nồi hơi hình trụ dọc. Hệ thống động lực của Kaiser Karl der Grosse sản sinh công suất 13.000 mã lực chỉ (9.700 kW), cho phép đạt đến tốc độ tối đa 17,5 hải lý trên giờ (32,4 km/h).
Dàn vũ khí của Kaiser Karl der Grosse bao gồm bốn khẩu 24 xentimét (9,4 in) SK/L 40 trên hai tháp pháo nòng đôi, một phía trước và một phía sau cấu trúc thượng tầng trung tâm. Dàn pháo hạng hai gồm mười tám khẩu hải pháo 15 cm (5,9 in) SK L/40 và mười hai khẩu pháo 8,8 cm (3,5 in) SK L/30 bắn nhanh. Ngoài ra nó còn được trang bị sáu ống phóng ngư lôi 45 cm (17,7 in) đặt trên các bệ xoay bên trên mực nước.
Kaiser Karl der Grosse được đặt lườn vào năm 1898 tại xưởng tàu của hãng Blohm & Voss ở Hamburg dưới số hiệu chế tạo 136. Nó được đặt cái tên tạm thời "A" vì là một bổ sung mới cho hạm đội. Kaiser Karl der Grosse được hạ thủy vào ngày 18 tháng 10 năm 1899; tên của nó được đặt theo Hoàng đế Charlemagne, và nó được đưa ra hoạt động cùng hạm đội vào ngày 4 tháng 2 năm 1902 với chi phí 20.385.000 Mác vàng.

## Lịch sử hoạt động
Kaiser Karl der Grosse được đưa ra hoạt động cùng hạm đội vào tháng 2 năm 1902. Vào ngày 31 tháng 8 năm 1902, nó tham gia cuộc cơ động hạm đội hàng năm vào mùa Hè. Kaiser Karl der Grosse cùng một số tàu chị em khác được cho đóng vai trò một lực lượng "thù địch" (Opfor), thoạt tiên được phân công ngăn chặn hải đội "Đức" vượt qua Vành đai lớn trong biển Baltic. Sau đó Kaiser Karl der Grosse cùng nhiều thiết giáp hạm khác được giao nhiệm vụ tấn công vượt qua lối ra vào cửa sông Elbe nhằm chiếm kênh đào Kaiser và Hamburg. Hải đội "thù địch" đã hoàn tất các nhiệm vụ này trong vòng ba ngày.
Vào năm 1903, hạm đội vốn chỉ bao gồm một hải đội thiết giáp hạm được tái tổ chức thành "Hạm đội Chiến trận Tích cực." Kaiser Karl der Grosse tiếp tục ở lại Hải đội 1 cùng với các tàu chị em và những chiếc lớp Wittelsbach mới hơn, trong khi những chiếc lớp Brandenburg cũ hơn được đưa về lực lượng dự bị để được chế tạo lại. Vào năm 1905, hạm đội lại được tái tổ chức: Kaiser Karl der Grosse cùng với tàu chị em Kaiser Wilhelm II được giữ lại Hải đội 1 trong khi các tàu chị em khác được chuyển sang Hải đội 2. Hạm đội Nhà vào lúc này bao gồm hai đội ba thiết giáp hạm cho mỗi Hải đội 1 và Hải đội 2. Chúng được hỗ trợ bởi một Hải đội tuần dương bao gồm hai tàu tuần dương bọc thép và sáu tàu tuần dương bảo vệ. Vào tháng 9 năm 1906, Kaiser Karl der Große cùng với phần còn lại của hạm đội tiến hành cơ động huấn luyện tại khu vực biển Baltic. Trong khi đang thực tập, hạm đội di chuyển đến Swinemünde thực hiện một hoạt động thiện chí cùng với Hạm đội Eo biển Anh vốn đang thả neo trong cảng vào lúc đó.
Vào năm 1908, Kaiser Karl der Grosse được phân về Đội 2 thuộc Hải đội 1 của Hạm đội Biển khơi (Hochseeflotte) cùng chung với ba tàu chị em. Những chiếc cùng lớp đã được tái cấu trúc và hiện đại hóa trong những năm 1908-1910, nhưng riêng Kaiser Karl der Grosse lại không được nâng cấp. Tuy nhiên, khi các thiết giáp hạm dreadnought được đưa ra hoạt động vào năm 1910, chúng đã trở nên lạc hậu so với các con tàu "toàn súng lớn". Vì vậy Kaiser Karl der Grosse được xuất biên chế và đưa về lực lượng dự bị. Vào năm 1914, đang khi nằm trong thành phần lực lượng dự bị, nó được điều sang Hải đội 5 của Hạm đội Dự bị cùng với bốn chiếc tàu chị em cùng lớp và chiếc Wettin.

### Chiến tranh thế giới thứ nhất
Khi Chiến tranh thế giới thứ nhất nổ ra vào tháng 8 năm 1914, Kaiser Karl der Grosse và các tàu chị em được đưa trở lại phục vụ và được điều động về Hải đội Chiến trận 5. Chúng được phân nhiệm vụ phòng thủ duyên hải tại khu vực biển Baltic, cho dù chúng chỉ đảm trách nhiệm vụ này trong một thời gian rất ngắn. Đến tháng 2 năm 1915, hải đội được giải tán và Kaiser Karl der Grosse cùng các tàu chị em được đưa về dự bị. Vào năm 1916, Kaiser Karl der Grosse được sử dụng như một trại tù binh nổi tại Wilhelmshaven. Sau chiến tranh, theo những điều khoản của Hiệp ước Versailles, Đức chỉ được phép giữ lại sáu thiết giáp hạm thuộc các lớp Deutschland hay Braunschweig; vì vậy, vào ngày 6 tháng 12 năm 1919, con tàu được rút khỏi đăng bạ hải quân, rồi sau đó được bán để tháo dỡ. Kaiser Karl der Grosse bị tháo dỡ tại Rüstringen trong năm tiếp theo.